# Josef Herterich
Josef Herterich (* 8. März 1889; † 17. Dezember 1958) war ein deutscher Kommunalpolitiker und Oberbürgermeister der Stadt Landshut.

## Leben
Der promovierte Jurist und Rechtsanwalt Herterich wurde 1915 im Alter von 30 Jahren zum rechtskundigen Magistratsrat der Stadt Bamberg gewählt. Er war ab dem 11. Juni 1918  dann Oberbürgermeister der Stadt Landshut. In seiner Amtszeit wurden am 1. April 1928 die bis dahin selbständigen Gemeinden Achdorf und Berg ob Landshut eingegliedert. Herterich wurde am 20. März 1933 von den Nationalsozialisten beurlaubt, nachdem er bereits ein paar Tage vorher in Schutzhaft genommen worden war. Herterich erklärte gezwungenermaßen daraufhin seinen Rücktritt. Im Dezember 1946 wurde er Geschäftsführer des Bayerischen Städteverbandes. Der Freistaat Bayern genehmigte im Herbst 1947 die Satzung des Bayerischen Städteverbandes und verlieh ihm die Eigenschaft einer Körperschaft des öffentlichen Rechts. Herterich blieb bis 1952 Geschäftsführer des Bayerischen Städteverbandes.